# Pam Weiss
Pam Weiss (ur. w 1958 w Jackson) – amerykańska biathlonistka. W Pucharze Świata zadebiutowała w sezonie 1984/1985. W zawodach tego cyklu jeden raz stanęła na podium: 26 stycznia 1985 roku w Anterselvie była trzecia w biegu indywidualnym. Wyprzedziły ją jedynie jej rodaczka, Pam Nordheim oraz Waletina Michajłowa Bułgarii. W 1985 roku wystąpiła na mistrzostwach świata w Egg am Etzel, zajmując 22. miejsce w biegu indywidualnym i 18. w sprincie. Podczas rozgrywanych rok później mistrzostw świata w Falun zajęła 25. miejsce w biegu indywidualnym, 20. w sprincie oraz siódme w sztafecie. Brała też udział w mistrzostwach świata w Lahti w 1987 roku, jednak plasowała się poza czołową trzydziestką. Nigdy nie wystartowała na igrzyskach olimpijskich.

## Osiągnięcia

### Mistrzostwa świata
| Rok  | Miejscowość  | Konkurencje | Konkurencje | Konkurencje | Konkurencje | Konkurencje | Konkurencje | Konkurencje |
| Rok  | Miejscowość  | IN          | SP          | PU          | MS          | RL          | MR          | SR          |
| ---- | ------------ | ----------- | ----------- | ----------- | ----------- | ----------- | ----------- | ----------- |
| 1985 | Egg am Etzel | 22.         | 18.         | nd.         | nd.         | –           | nd.         | –           |
| 1986 | Falun        | 25.         | 20.         | nd.         | nd.         | 7.          | nd.         | –           |
| 1987 | Lahti        | 34.         | 38.         | nd.         | nd.         | –           | nd.         | –           |

### Puchar Świata

#### Miejsca w klasyfikacji generalnej
| Sezon     | Miejsce |
| --------- | ------- |
| 1984/1985 | ?       |
| 1985/1986 | ?       |
| 1986/1987 | ?       |

#### Miejsca na podium chronologicznie
| Lp. | Dzień       | Rok  | Miejscowość | Konkurencja                | Lokata | Pudła | Czas biegu | Strata  | Zwycięzca    |
| --- | ----------- | ---- | ----------- | -------------------------- | ------ | ----- | ---------- | ------- | ------------ |
| 1.  | 26 stycznia | 1985 | Anterselva  | Bieg indywidualny na 15 km | 3.     | ?     | 51:11,0    | +2:56,7 | Pam Nordheim |